# Медводе
Медводе (словен. Medvode) је град и управно средиште истоимене општине Медводе, која припада Средишњесловеначкој регији у Републици Словенији.
По последњем попису из 2011. године насеље Медводе имало је 5.178 становника.